# Sofjino (obwód lipiecki)
Sofjino (ros. Софьино) – wieś (dieriewnia) w Rosji, w obwodzie lipieckim, w rejonie dobrińskim. W 2010 liczyła 769 mieszkańców.